# Kannawurf
Kannawurf é uma localidade e antigo município da Alemanha localizado no distrito de Sömmerda, estado da Turíngia.
Pertence ao Verwaltungsgemeinschaft de Kindelbrück. Desde 1 de janeiro de 2019, forma parte do município de Kindelbrück.